# Westelijke Dvina

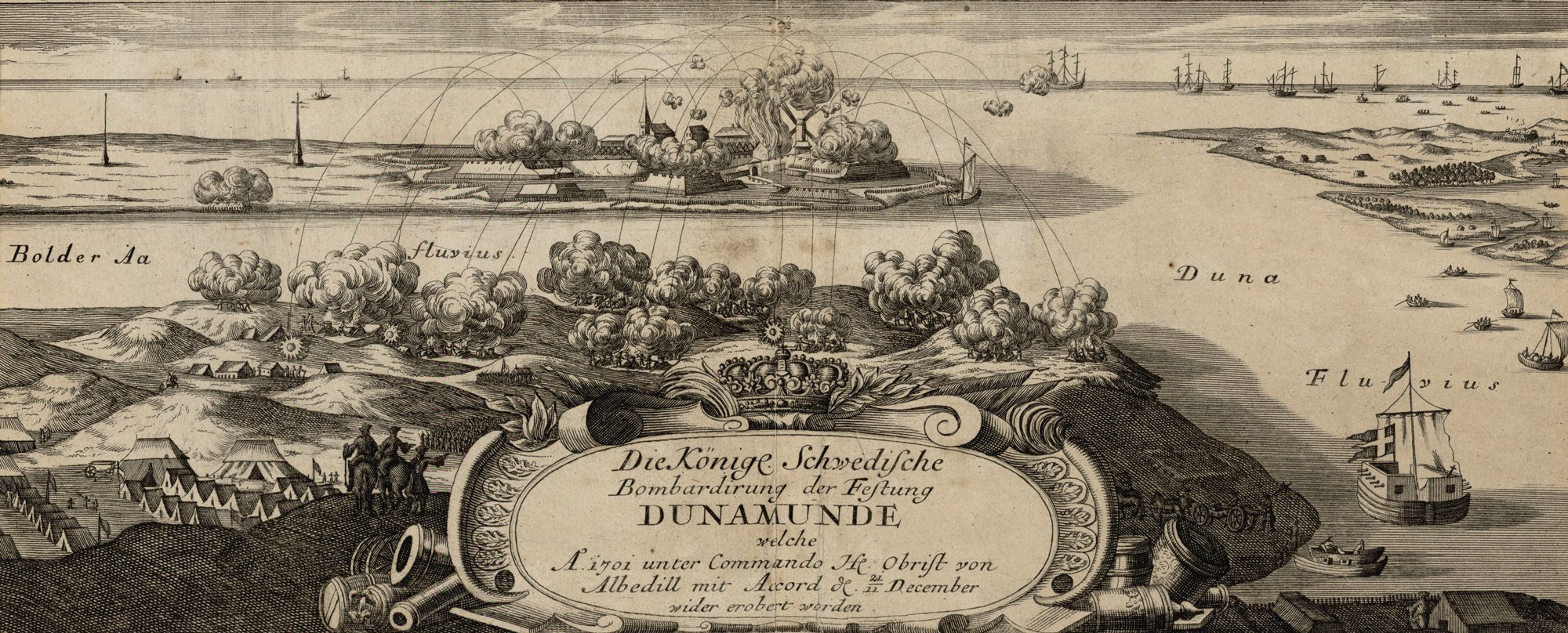
Het Zweedse leger bombardeert de vesting van Daugavgriva aan de monding van de Dvina in Letland.

De Westelijke Dvina (Lets: Daugava; Duits: Düna; Russisch: Западная Двина, Zapadnaja Dvina; Wit-Russisch: Заходняя Дзьвіна, Zachodnaja Dzjvina) is met een lengte van 1020 kilometer de langste rivier van de Baltische staten.
De rivier ontspringt in Rusland op de Waldajhoogte, ten westen van de stad Tver. Dit heuvelland vormt de waterscheiding met de Dnjepr, waarvan de bron vlak bij die van de Dvina ligt, daarmee ook de scheiding tussen het stroomgebied naar de Oostzee en de Zwarte Zee vormend.
Na 323 kilometer bereikt de Westelijke Dvina Wit-Rusland en na nog 328 kilometer Letland, waarna ze 352 kilometer westelijker de Golf van Riga, onderdeel van de Oostzee, bereikt.
Het stroomgebied van de rivier (87.900 km²) strekt zich behalve over deze drie landen ook uit over delen van Estland en Litouwen. De rivier wordt overwegend gevoed door smeltwater: de helft van de waterafvoer wordt in het voorjaar verwerkt.
De bevolkingsdichtheid van het stroomgebied neemt in westelijke richting toe. De grootste steden langs de Dvina zijn Vitebsk in Wit-Rusland en de Letse hoofdstad Riga.
De Westelijke Dvina was al een belangrijke handelsroute voordat de Duitse ridderorde de rivier en het omliggende gebied in de dertiende eeuw onder controle kreeg.

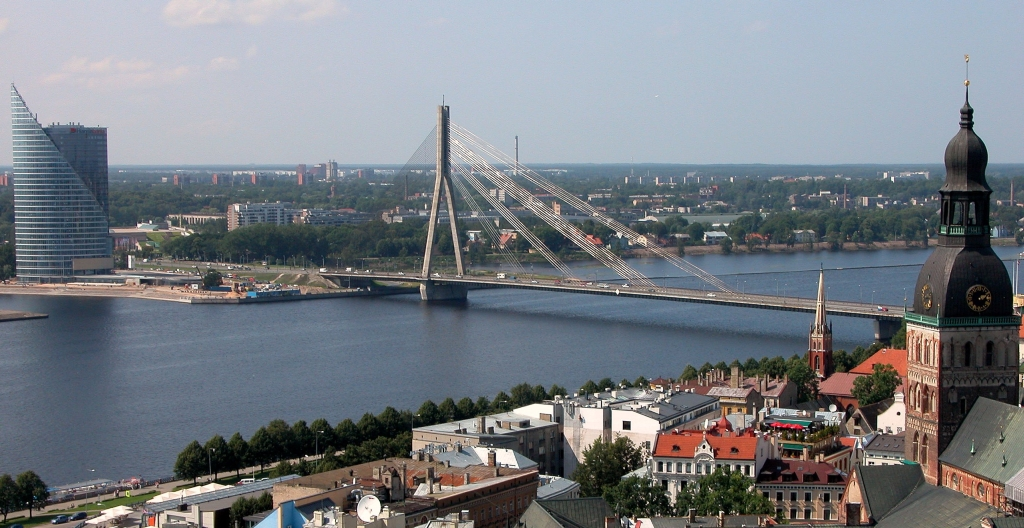
De Westelijke Dvina in Riga

- Biblioteca Nacional de España: XX5401512
- Gemeinsame Normdatei: 4013207-9
- Library of Congress Control Number: sh90005158
- Nationale Bibliotheek van Letland: 000047422
- Nationale Bibliotheek van Tsjechië: ge291083
- Nationale Bibliotheek van Israël: 987007539477605171
- Virtual International Authority File: 3148933613054302462